# Élections législatives de 1986 en Haute-Corse
Les élections législatives françaises de 1986 ont lieu le 16 mars 1986. Dans le département de la Haute-Corse, deux députés sont à élire dans le cadre d'un scrutin proportionnel par liste départementale à un seul tour.
L'élection est annulée en juillet 1986 par le Conseil constitutionnel à la suite  de nombreuses irrégularités, notamment des procurations invalides et des listes d'émargements falsifiées à Bastia qui auraient gravement altérées le scrutin,. Pour ces motifs similaires, l'élection régionale qui se déroulait le même jour est également annulée par le conseil d'État.
Une élection partielle se tient en août 1986.

## Élus
| Député élu       |  | Parti |
| ---------------- |  | ----- |
| Pierre Pasquini  |  | RPR   |
| Émile Zuccarelli |  | MRG   |

## Listes en présence

### Nationaliste (MCA-UPC)
| N° | Candidats          | Parti | Parti | Principales fonctions |
| -- | ------------------ | ----- | ----- | --------------------- |
| 01 | Ghiuseppu Sisti    |       | MCA   | Employé               |
| 02 | Lucianu Alfonsi    |       |       | Retraité              |
|    |                    |       |       |                       |
| 03 | Filippu Rocchi     |       |       | Employé               |
| 04 | G.Antone Mannarini |       |       | Chef d'entreprise     |

### Parti communiste français
| N° | Candidats                 | Parti | Parti | Principales fonctions                                                     |
| -- | ------------------------- | ----- | ----- | ------------------------------------------------------------------------- |
| 01 | Alphonse Tamburini        |       | PCF   | Employé, membre de l'Assemblée de Corse et conseiller municipal de Bastia |
| 02 | Jean-Dominique Vincensini |       | PCF   | Professeur, conseiller municipal de Calvi                                 |
|    |                           |       |       |                                                                           |
| 03 | Guy Ferreri               |       | PCF   | Agent Parc Naturel, maire de Chisa                                        |
| 04 | Emile Sivieri             |       | PCF   | Retraité                                                                  |

### Parti socialiste
| N° | Candidats                | Parti | Parti | Principales fonctions                                                                  |
| -- | ------------------------ | ----- | ----- | -------------------------------------------------------------------------------------- |
| 01 | Jean Motroni             |       | PS    | Kinésithérapeute, conseiller général du Canton de Sagro-di-Santa-Giulia                |
| 02 | Vincent Carlotti         |       | PS    | Directeur de société, conseiller régional, conseiller général du canton de Moïta-Verde |
|    |                          |       |       |                                                                                        |
| 03 | Joseph Emmanuelli        |       | PS    | Employé de banque, maire de Montegrosso                                                |
| 04 | Donia Negroni-Cristofari |       | PS    | Assistante sociale                                                                     |

### Mouvement des radicaux de gauche
| N° | Candidats                   | Parti | Parti | Principales fonctions                                                                                       |
| -- | --------------------------- | ----- | ----- | --- |
| 01 | Émile Zuccarelli            |       | MRG   | Directeur de société, membre de l'Assemblée de Corse                                                        |
| 02 | Henri Poli                  |       | MRG   | Militaire retraité, conseiller général du Canton de Prunelli-di-Fiumorbo et maire de San-Gavino-di-Fiumorbo |
|    |                             |       |       | |
| 03 | Jean-Laurent Ferrandi       |       | MRG   | Médecin |
| 04 | André-Antoine (Ange) Lovisi |       | MRG   | Retraité de l'enseignement, maire de Cervione                                                               |

### Union pour la démocratie française
| N° | Candidats             | Parti | Parti  | Principales fonctions |
| -- | --------------------- | ----- | ------ | --- |
| 01 | Jean Baggioni         |       | UDF-PR | Conseiller technique auprès du Recteur, membre de l'Assemblée de Corse, conseiller général du Canton de San-Martino-di-Lota et maire de Ville-di-Pietrabugno |
| 02 | Ours-Pierre Grimaldi  |       | UDF-PR | Chef d'entreprise, conseiller général du Canton de Fiumalto-d'Ampugnani et maire de La Porta                                                                 |
|    |                       |       |        | |
| 03 | Jean-Nicolas Pandolfi |       | DVD    | Assureur |
| 04 | Renée Mariani         |       | DVD    | Fonctionnaire, maire de Cagnano |

### Rassemblement pour la République
| N° | Candidats                  | Parti | Parti | Principales fonctions                                                            |
| -- | -------------------------- | ----- | ----- | -------------------------------------------------------------------------------- |
| 01 | Pierre Pasquini            |       | RPR   | Avocat, conseiller régional, maire de L'Île-Rousse                               |
| 02 | Sauveur Gandolfi-Scheit    |       | RPR   | Médecin, maire de Biguglia                                                       |
|    |                            |       |       |                                                                                  |
| 03 | Antoine Gambini            |       | RPR   | Agriculteur, membre de l'Assemblée de Corse, conseiller municipal de Ghisonaccia |
| 04 | Ursule Agostini-Terramorsi |       | UDF   | Avocate au barreau de Bastia                                                     |

### Front national
| N° | Candidats               | Parti | Parti | Principales fonctions                     |
| -- | ----------------------- | ----- | ----- | ----------------------------------------- |
| 01 | Jean-Baptiste Calendini |       | FN    | Médecin, conseiller régional              |
| 02 | Joseph Mariotti         |       | FN    | Commerçant, conseiller municipal de Calvi |
|    |                         |       |       |                                           |
| 03 | René Cordoliani         |       | FN    | Médecin                                   |
| 04 | Jean-René Richard       |       | FN    | Expert maritime international             |

## Résultats

### Résultats à l'échelle du département
| Liste Parti politique | Liste Parti politique                                                            | Tête de liste           | Tour unique | Tour unique | Sièges |
| Liste Parti politique | Liste Parti politique                                                            | Tête de liste           | Voix        | %           | Sièges |
| --------------------- | -------------------------------------------------------------------------------- | ----------------------- | ----------- | ----------- | ------ |
|                       | Liste RPR et d'union libérale Rassemblement pour la République                   | Pierre Pasquini         | 24 061      | 28,17       | 1      |
|                       | Liste Mouvement des radicaux de gauche Mouvement des radicaux de gauche          | Émile Zuccarelli        | 20 531      | 24,04       | 1      |
|                       | Liste Union pour la démocratie française Union pour la démocratie française      | Jean Baggioni           | 15 232      | 17,83       | 0      |
|                       | Pour une majorité de progrès avec le président de la République Parti socialiste | Jean Motroni            | 8 313       | 9,73        | 0      |
|                       | Liste présentée par le Parti communiste français Parti communiste français       | Alphonse Tamburini      | 6 974       | 8,16        | 0      |
|                       | Pà un avvena corsu - Lista cumuna MCA-UPC Régionaliste (MCA - UPC)               | Joseph Sisti            | 5 554       | 6,50        | 0      |
|                       | Liste de Rassemblement national présentée par le Front national Front national   | Jean-Baptiste Calendini | 4 746       | 5,55        | 0      |
|                       |                                                                                  |                         |             |             |        |
| Inscrits              | Inscrits                                                                         | Inscrits                | 114 763     | 100,00      | 2      |
| Abstentions           | Abstentions                                                                      | Abstentions             | 27 376      | 23,93       |        |
| Votants               | Votants                                                                          | Votants                 | 87 387      | 76,07       |        |
| Blancs et nuls        | Blancs et nuls                                                                   | Blancs et nuls          | 1 976       | 2,26        |        |
| Exprimés              | Exprimés                                                                         | Exprimés                | 85 411      | 97,74       |        |